# Quiévy
Quiévy település Franciaországban, Nord megyében. Lakosainak száma 1800 fő (2022. január 1.). Quiévy Saint-Hilaire-lez-Cambrai, Viesly, Béthencourt és Bévillers községekkel határos.

## Népesség
A település népességének változása:
| Lakosok száma | 1783 | 1771 | 1785 | 1783 | 1790 | 1802 | 1801 | 1801 | 1800 |
|               | 2013 | 2015 | 2016 | 2017 | 2018 | 2019 | 2020 | 2021 | 2022 |